# Drifter's Escape
Drifter's Escape è un brano musicale scritto ed eseguito dal cantautore statunitense Bob Dylan, incluso nel suo album del 1967 John Wesley Harding. In alcuni Paesi europei, inclusi Olanda, Norvegia, Svezia e Danimarca, la canzone venne pubblicata su singolo nel 1968 (B-side John Wesley Harding). Negli Stati Uniti venne pubblicato su 45 giri nel 1969 come lato B di I Threw It All Away.

## Il brano

### Registrazione
La canzone fu registrata nel corso di quattro take il 17 ottobre 1967.

### Significato
Dylan scrisse Drifter's Escape durante un viaggio in treno in direzione New York in occasione della prima sessione di lavorazione per l'album John Wesley Harding. Il testo narra una situazione Kafkiana nella quale un emarginato viene oppresso dalla società, ma non sconfitto. Il protagonista è messo sotto processo senza sapere di cosa sia accusato. Il giudice simpatizza con lui, ma non può aiutarlo. La giuria condanna il protagonista, ma egli viene salvato dall'intervento divino grazie a un fulmine che incendia l'aula del tribunale permettendogli di fuggire, mentre tutti gli altri si inginocchiano a pregare. Dylan lascia volutamente ambigua la figura dell'imputato e la natura dell'evento soprannaturale che gli ha permesso la fuga. Potrebbe essere un profeta liberato da Dio stesso, oppure un falso profeta aiutato dal demonio.
Svariati commentatori hanno fatto notare il parallelismo tra la storia raccontata nella canzone e le proprie esperienze di Dylan dell'epoca. L'imputato non capisce le accuse che gli vengono mosse, proprio come Dylan non capiva le tante critiche ricevute per aver abbandonato la folk music in favore del rock. E il fulmine che giunge inaspettato incenerendo il tribunale potrebbe essere interpretato come una metafora dell'incidente motociclistico nel quale era rimasto coinvolto Dylan nel 1966.

## Cover
Drifter's Escape è stata reinterpretata da numerosi artisti, inclusi Joan Baez e Jimi Hendrix.  La Baez inserì la sua versione della canzone nell'album Any Day Now del 1968. La versione di Hendrix venne registrata nel 1970 ed apparve sull'album postumo Loose Ends nel 1974, e nella compilation South Saturn Delta del 1997. La canzone è stata reinterpretata anche da Wolfgang Ambros, The Zimmermen, George Thorogood, Thea Gilmore, Patti Smith, e Michel Montecrossa.